# Tonertöltés
A tonertöltés a lézernyomtatók üres festékkazettáinak új tonerporral történő újratöltését takarja. A tonertöltés lehetővé teszi, hogy a festékkazettát többször is felhasználják, így általa megtakarítható az új festékkazetta vásárlásának költsége, illetve környezetbarát módszer is, mivel így kevesebb hulladék keletkezik.

## Újratöltési módszerek
A tonerek újratöltésére általában többféle módszer is használható:
- Újratöltés és újrafelhasználás a végfelhasználó által. Ezt általában valamilyen „csináld magad” tonerutántöltő eszközkészlet segítségével végzik,[2] amelyek között ott van a kompatibilis tonerpor és szükség esetén toner chipek. Tonerporból több típus is létezik, amelyeket az interneten vagy az erre szakosodott boltokban lehet beszerezni.

- Újratöltés és újraértékesítés az eredeti gyártó által. A tonereket esetenként olyan csomagokkal együtt adják el, melyek segítségével ingyenesen visszaküldhetőek a gyártónak, amely így újrafelhasználhatja azokat.

- Újratöltés és újraértékesítés harmadik fél által. Sok olyan vállalat, amely tonerpatronok, festékkazetták értékesítésével foglalkozik, a tonerek újratöltését és újraértékesítését is végzi. Ezeket általában vagy a végfelhasználóktól, vagy újrahasznosítással foglalkozó cégektől szerzik be. Ez általában nem vet fel jogi problémákat akkor, ha az újraértékesítést megelőzően az eredeti gyártó márkajelzéseit eltávolítják a termékről.

- Újratöltés mint szolgáltatás. Számos olyan cég létezik, amelyek a tonerek újratöltését szolgáltatásként végzi. A végfelhasználók ekkor elviszik a cég telephelyére kiürült festékkazettáikat, amelyeket a helyszínen újratöltenek. Az elmúlt években a tonertöltés igen népszerűvé vált. Az Egyesült Államokban több üzlethálózat is foglalkozik ilyen tevékenységgel, amelyek a végfelhasználókat arra bátorítják, hogy vigyék be üres festékkazettáikat, amelyeket vagy utántöltenek a helyszínen, vagy egy más korábban újratöltött kazettára cserélnek.

- Tonerfelújítás. A tonerek felújítása hasonló folyamat a hagyományos újratöltéshez, annyi eltéréssel, hogy nem csak új tonerporral töltik fel a kazettát, de azokat az alkatrészeket is lecserélik, amelyek elöregedtek az eszközben.

A festékkazetták csak véges számú újratöltésen eshetnek át, mivel mechanikus alkatrészeik, mint például a dobok és a görgők, idővel elhasználódnak, elöregednek, az elektrooptikai eszközök pedig lemerülnek vagy megsérülnek. Azok a vállalatok, amelyek festékkazettákat töltenek újra újraértékesítés céljából, általában megtisztítanak és ellenőriznek minden kazettát, hogy bizonyosak legyenek arról, azok megfelelőek az újbóli forgalomba hozatalra.
Számos helyen kínálnak üres tintapatronokat, hogy azokat a választott tintával tölthessék fel, új gyártású üres OEM lézer kazettákat azonban jóval nehezebb találni. További nehézséget jelent, hogy a lézernyomtató motorok néhány modellje, így például a tintasugaras nyomtatók chipek segítségével kommunikálnak, amelyek a festékkazettába építve találhatóak. Ezek a chipek jelzik, ha a kazetta lemerült. Éppen ezért sokszor némi utánajárás is szükséges ahhoz, hogy meghatározzák, egyes patronok utántölthetők-e.
A „csináld magad” típusú, a végfelhasználó által végzett tonertöltéshez általában fel kell nyitni a tonerkazettát, amelyet viszont úgy terveznek, hogy ezt kifejezetten megakadályozzák. A tonerpor betöltése után a nyílást, amelyet a megfelelő hozzáférés érdekében nyitnak a patronon, le kell zárni. Néhány festékkazetta szétszedhető, ám óvatosan kell eljárni, különben a kazetta tartalma kiömölhet. Más esetekben lyukat kell fúrni a tonerre. Vannak olyan gyártók, melyek forrasztópáka-szerű eszközöket értékesítenek, melyek képesek egy mintegy 15 milliméteres lyukat olvasztani a műanyag vázon, amelyet később egy műanyag fedővel vagy szalaggal zárhatunk le.
A házi tonerutántöltésnél mindig figyelni kell arra, hogy az adott kazettát a megfelelő módon kezeljük, és a megvásárolt eszközökhöz mellékelt részletes használati utasítást is ajánlott alaposan áttanulmányozni használat előtt.
Általában az alábbi alaptípusokat különböztethetjük meg az újratölthető kazetták között (bár egyes gyártók szerint minden nyomtató/fénymásoló modell egyedi megközelítést kíván meg):
- Apple, HP, Canon nyomtatók
- Canon PC fénymásolók
- IBM/Lexmark Optra és ezekhez hasonlók
- Epson EPL, NEC Silentwriter
- Xerox és Sharp
- Samsung és Lexmark Optra E
- Brother

## Nyomtatási minőség és a nyomtató élettartama
A tonerek újratöltése, végezze azt akár a végfelhasználó, akár az erre szakosodott szolgáltató, sok nyomtató és festékkazetta gyártó szerint negatívan befolyásolja a nyomtatás minőségét, a nyomtató/fénymásoló eszközök megbízhatóságát, valamint ezek élettartamát is rövidíti.
A harmadik fél által értékesített újratöltött festékkazetták minősége igen széles skálán mozoghat.
Fontos, hogy a felhasznált toner mindig kompatibilis legyen az adott nyomtató típusával.

### Gyakran előforduló problémák
- A tonerben nincsen elegendő kenőanyag, ami a dob, az előhívó egység vagy a tisztítópenge sérüléséhez vezethet.
- Rossz helyen történő olvasztás, ami a fixáló egység szennyeződéséhez vezethet.
- Rossz elektrosztatikus tulajdonságok vagy alkatrészméret, ami a gép szennyeződéséhez és a nyomtatási minőség romlásához vezethet.
- A nyomtatóba került nagyobb mennyiségű tonerpor, ami a mechanika szennyeződéséhez és sérüléséhez vezethet, illetve a légszűrők eldugulásához és túlhevüléshez.
- A kockázatok ellenére ugyanakkor a tonertöltéssel foglalkozó szolgáltatók szerint a költséghatékonyság miatt jobban megéri az újratöltés, mint az új festékkazetták vásárlása.[9]

## Környezetvédelmi előnyök
A toner környezeti lábnyoma állandó, akár festékkazettában, akár önmagában értékesítik. A kazetta környezeti lábnyoma ugyanakkor az újratöltés által jelentősen csökkenthető, mivel nincsen szükség annak újbóli legyártására.

## Biztonsági megfontolások
A tonerpor belélegezve veszélyes lehet az egészségre, így az újratöltés maga is veszélyes lehet, ha gondatlanul végzik.
A tonerpor nem mérgező, ennek ellenére óvatosan kell bánni vele. Minden esetben figyelembe kell venni az egészségügyi és biztonsági előírásokat a tonerek kezelése, szállítása és tárolása során.
A toner kezelésekor szükséges a kesztyűk, illetve porvédő maszk viselése, amely megelőzi a por belégzését. A kiömlött tonerport nem szabad hagyományos porszívóval feltakarítani, mivel elektromosan feltöltődhet és tüzet okozhat. Emellett finomsága miatt áthatolhat a szűrőkön, és így a helyiség levegőjébe is kerülhet.

## Fordítás
Ez a szócikk részben vagy egészben  a   Toner refill című angol Wikipédia-szócikk ezen változatának fordításán alapul.  Az eredeti cikk szerkesztőit annak laptörténete sorolja fel. Ez a jelzés csupán a megfogalmazás eredetét és a szerzői jogokat jelzi, nem szolgál a cikkben szereplő információk forrásmegjelöléseként.